# جيرالدين لي
جيرالدين لي (بالإنجليزية: Geraldine Lee Wei Ling)‏ هي راكبة الكنو سنغافورية، ولدت في 19 يونيو 1987.

## وصلات خارجية
- جيرالدين لي على موقع أوليمبيديا (الإنجليزية)